# Blame Canada
Blame Canada (рус. Вините Канаду) — песня из фильма «Саус-Парк: большой, длинный и необрезанный» (авторы Трей Паркер и Марк Шейман), в которой вымышленные жители города Саут-Парк под предводительством Шейлы Брофловски обвиняют Канаду во всех проблемах и плохом поведении, которые появились у их детей после просмотра канадского фильма Терренс и Филлип: Пламенные жопы. Песня иронизирует над американскими стереотипами о Канаде; чувством превосходства, которое характерно для американского большинства; желанием найти козла отпущения перед лицом серьёзной проблемы. Песня вошла в саундтрек к фильму.
Также фраза «Blame Canada» послужила названием для книги Тони Джонсона-Вудса (австралийского академика и специалиста по современной поп-культуре) о «Южном парке» (ISBN 978-0-8264-1731-2). В книге сериал и фильм рассматриваются сквозь призму теории карнавализации Михаила Бахтина и признаются иконой современной поп-культуры.

## Номинация на «Оскар»
«Blame Canada» была номинирована на премию «Оскар» как лучшая песня. Это вызвало определённые сложности, так как номинированные песни обычно исполняются во время церемонии награждения, однако в «Blame Canada» есть слово «fuck». Комедийный актёр Робин Уильямс исполнил эту песню с хором, и в момент, когда должно было прозвучать «fuck», хор громко ахал, а Уильямс поворачивался к нему, в конечном итоге так и не произнеся слова. В слова песни были включены упоминания Селин Дион и Брайана Адамса — канадских исполнителей, в своё время получивших «Оскара» в той же номинации (эти строчки были взяты из другой песни того же фильма, «La Resistance»). Перед исполнением песни Уильямс вышел на сцену с заклеенным изолентой ртом и начал что-то бормотать (пародия на стиль речи одного из главных героев «Южного парка», Кенни Маккормика), а затем, сорвав изоленту, крикнул: «О боже мой! Они убили Кенни!» (популярная фраза из сериала).
«Южный парк» не выиграл в этой номинации; награда отошла Филу Коллинзу. Впоследствии Паркер и Стоун заявили, что ожидали поражения от кого угодно, но только не от него, и высмеяли его в эпизоде «Тимми 2000».

## Реакция
В песне канадская певица Энн Мюррей называется «сукой» (англ. bitch), однако Мюррей сказала в одном из интервью, что не была обижена на эту строчку (она была приглашена на церемонию вручения «Оскара», чтобы поучаствовать в исполнении песни, однако отказалась по причине плотного рабочего графика). Канадский генеральный консул и бывший премьер-министр Ким Кэмпбелл также говорила, что она не была обижена на эту песню, и что это всего лишь сатира, которая не направлена на то, чтобы обидеть её страну.